# Calle de Bordadores
La calle de Bordadores, antiguamente llamada calle de San Ginés, es una vía pública de la ciudad española de Madrid, situada en el barrio de Sol, distrito Centro, y que une la calle Mayor con la del Arenal.

## Historia
Discurre desde la calle Mayor hasta la calle del Arenal. En el plano de Texeira de 1656 apareció con la denominación de «San Ginés», para pasar a llamarse con el nombre de Bordadores en el de Antonio Espinosa de los Monteros. Aparece descrita en el Origen histórico y etimológico de las calles de Madrid de Antonio de Capmany.
En 1595 se compraron trozos de las casas de Francisco González para ensanchar la calle y en 1889 existían antecedentes de construcciones desde 1781. En la calle tuvieron sus tiendas los bordadores en sedas. Debajo de una de las capillas de la iglesia de San Ginés, existía un oratorio con entradas a la calle de Bordadores, donde los lunes, miércoles y viernes de cada semana se practicaban ejercicios de naturaleza espiritual. En 1946 se estrenó la película El crimen de la calle de Bordadores, de Edgar Neville, basada en realidad en un suceso real acontecido en la calle de Fuencarral.

## Referencias

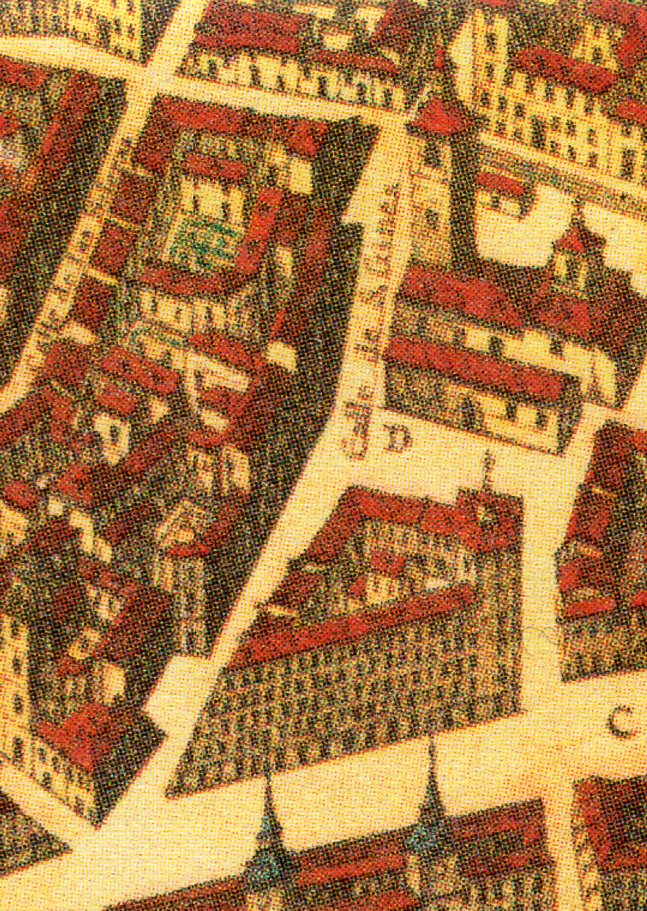
Calle en el plano de Texeira de 1656, por aquel entonces «de San Ginés».